# Resolució 1940 del Consell de Seguretat de les Nacions Unides
La Resolució 1940 del Consell de Seguretat de les Nacions Unides fou adoptada per unanimitat el 29 de setembre de 2010. Després de recordar totes les resolucions anteriors sobre la situació a Sierra Leone, incloses les resolucions 1132 (1997) i 1171 (1998), el Consell va aixecar l'embargament d'armes i les restants sancions contra el país imposades l'any 1997.
El Consell de Seguretat va recordar que les mesures es resoldrien quan el govern de Sierra Leone hagués restablert el control de tot el seu territori i les forces no governamentals haguessin estat desmobilitzades i desarmades. També va reafirmar el seu compromís de donar suport postconflicte a Sierra Leone i va encomiar el treball de l'Oficina de les Nacions Unides per a la Consolidació de la Pau a Sierra Leone (UNIPSIL) en aquest sentit. Es va instar a tots els estats a cooperar amb el Tribunal Especial per Sierra Leone i Interpol a capturar Johnny Paul Koroma i portar-lo a la justícia, si era trobat viu.
Actuant sota el Capítol VII de la Carta de les Nacions Unides, es van aixecar les sancions i es va dissoldre el Comitè establert per la Resolució 1132 per vigilar les sancions. El mateix dia, el mandat d'UNIPSIL es va ampliar fins a setembre de 2011 en la Resolució 1941 (2010).